# Alejandro Faurlín
Alejandro Damián Faurlín (Rosario, Santa Fe, Argentina, 9 de agosto de 1986) es un exfutbolista argentino. Jugaba como centrocampista y su último equipo fue  Instituto de Córdoba de la Segunda división del fútbol argentino.

## Trayectoria

### Rosario Central
Faurlín comenzó su carrera como jugador en 2004 en el Rosario Central de la Primera División de Argentina. Hizo su debut en una derrota por 1 a 0 ante Quilmes el 9 de mayo de 2004, por la decimotercera fecha del Torneo Clausura. Después de jugar un solo partido en su club natal.

### River
Su pase fue adquirido por un grupo empresario y fue transferido a River Plate. Llegó a disputar partidos en reserva pero no logró jugar en el primer equipo.

### Atlético Rafaela
A principios de 2007 fue transferido a Atlético Rafaela.

### Marítimo
Luego de jugar el Clausura 2007 de la segunda división en Atlético Rafaela, pasó a jugar al CS Marítimo donde no tuvo lugar en el primer equipo y jugó solo para el Marítimo B.

### Instituto
A comienzos de 2008, con la llegada de Ghiso como entrenador a Instituto, Faurlin decidió volver a Argentina para afrontar una vez más la Primera B Nacional.

### Queens Park Rangers
El 7 de julio de 2009 Faurlín firmó con el Queens Park Rangers por un precio récord para el club: unos 3,5 millones de libras (aproximadamente 4,2 millones de euros). La FA descubrió que el jugador había fichado por el equipo en un traspaso Bosman, pero con contrato con una empresa estadounidense, «TYP Sports Agency LLC». TYP había adquirido los derechos del Instituto por 250 000 dólares. En 2010, TYP reclamó al QPR pagar 1 millón de dólares y envió una queja a la FA. En octubre, Faurlín amplió su contrato, y se pagaron 200 000 libras al propietario de TYP, Peppino Tirri como pago a representante. En enero de 2011 QPR pagó 615 000 libras a TYP. Como parte del acuerdo, se pagó al Inter en concepto de indemnización 500 000 libras, ya que tenía una cláusula de primera opción en su contrato. Faurlín rechazó la posibilidad de jugar en el Inter de José Mourinho, por no poder garantizar un lugar para él en el primer equipo. En 2011, se supo que la cuota se pagó a un tercero, en contra de las regulaciones establecidas por la Football Association después de un caso similar con Carlos Tévez. Esto podría haber dado lugar a una penalización de puntos deducidos de Queens Park Rangers, pero el 7 de mayo de 2011, la FA reveló que QPR no perdería ningún punto y subiría a la Premier League como campeón a pesar de que se probara su culpabilidad en dos cargos.
Antes de fichar por el Queens Park Rangers, Faurlin rechazó la oportunidad de jugar en España, Italia y Grecia.
Faurlín, dijo al sitio oficial:

Estoy muy contento de estar aquí en Inglaterra, jugando para un club como el Queens Park Rangers. Sé mucho sobre el juego Inglés y realmente admiro la capacidad de los equipos de este nivel. Estoy realmente ansioso por jugar para el club y demostrarle al entrenador, mis compañeros y los aficionados de QPR lo que puedo hacer. Tuve la oportunidad de jugar en España, Italia y Grecia, pero QPR fue mi elección y estoy encantado de estar aquí. Yo estaba muy impresionado con la puesta en marcha y la ambición del club y no puedo esperar para hacer mi debut en QPR.

Anotó su primer gol con el QPR contra el Sheffield Wednesday el 3 de abril de 2010.
Después de haber ascendido con el QPR tuvo un sondeo por parte del técnico del Real Madrid José Mourinho para llevarlo al equipo verle en su paso en el 2007 por el Club Sport Marítimo. A principios de 2012 sufrió una lesión ligamentaria que lo dejó afuera durante todo el resto de la temporada. Luego de medio año de recuperación volvió a sumar minutos al comienzo de la temporada 2012/13 sin embargo cuando Harry Redknapp asumió como nuevo entrenador del QPR, Faurlin dejó de formar parte del 11 titular.

### Palermo
El 31 de enero de 2013 se confirmó su préstamo al Palermo de Italia hasta el fin de temporada.

### Getafe C.F.
EL 8 de agosto de 2016 firma por una temporada con el club español Getafe CF. En esa temporada consigue el ascenso a la máxima categoría del fútbol español siendo un habitual en el centro del campo, anotando uno de los goles del Getafe en el último y definitivo partido.

### Cruz Azul
El 20 de julio de 2017 se anuncia su fichaje con el Cruz Azul de México, así mismo fue presentado el día 26 de julio a los medios con el dorsal número 18.

## Trayectoria
- Actualizado al 4 de julio de 2017[6][7][8]

| Rosario Central Argentina |                 |                 |     |    |    |   |   |     |     |      |      |
| 1ª | 2003-04         | 1               | 0   |    |    |   |   | 1   | 0   | 0.00 |      |
| Total Central | Total Central   | 1               | 0   |    |    |   |   | 1   | 0   | 0.00 |      |
| Atlético de Rafaela Argentina |                 |                 |     |    |    |   |   |     |     |      |      |
| 2ª | 2006-07         | 19              | 2   |    |    |   |   | 19  | 2   | 0.10 |      |
| Total Rafaela | Total Rafaela   | 19              | 2   |    |    |   |   | 19  | 2   | 0.10 |      |
| Marítimo B Portugal |                 |                 |     |    |    |   |   |     |     |      |      |
| 3ª | 2007-08         | 15              | 1   |    |    |   |   | 15  | 1   | 0.06 |      |
| Total Marítimo | Total Marítimo  | 15              | 1   |    |    |   |   | 15  | 1   | 0.06 |      |
| Instituto Argentina |                 |                 |     |    |    |   |   |     |     |      |      |
| 2ª | 2007-08         | 17              | 4   |    |    |   |   | 17  | 4   | 0.23 |      |
| 2ª | 2008-09         | 34              | 6   |    |    |   |   | 34  | 6   | 0.18 |      |
| Total Instituto | Total Instituto | 51              | 10  |    |    |   |   | 51  | 10  | 0.20 |      |
| Queens Park Rangers Inglaterra |                 |                 |     |    |    |   |   |     |     |      |      |
| 2ª | 2009-10         | 41              | 1   | 3  | 0  |   |   | 44  | 3   | 0.07 |      |
| 2ª | 2010-11         | 40              | 3   | 1  | 0  |   |   | 41  | 3   | 0.07 |      |
| 1ª | 2011-12         | 20              | 1   | 1  | 0  |   |   | 21  | 1   | 0.04 |      |
| 1ª | 2012-13         | 11              | 0   | 4  | 0  |   |   | 15  | 0   | 0.00 |      |
| 2ª | 2013-14         | 7               | 0   | 2  | 0  |   |   | 9   | 0   | 0.00 |      |
| 1ª | 2014-15         | 2               | 0   | 1  | 0  |   |   | 3   | 0   | 0.00 |      |
| 2ª | 2015-16         | 30              | 0   |    |    |   |   | 30  | 0   | 0.00 |      |
| Total QPR | Total QPR       | 151             | 5   | 12 | 0  |   |   | 163 | 5   | 0.03 |      |
| Palermo · Italia |                 |                 |     |    |    |   |   |     |     |      |      |
| 1ª | 2012-13         | 6               | 0   |    |    |   |   | 6   | 0   | 0.00 |      |
| Total Palermo | Total Palermo   | 6               | 0   |    |    |   |   | 6   | 0   | 0.00 |      |
| Getafe · España |                 |                 |     |    |    |   |   |     |     |      |      |
| 2.ª | 2016-17         | 30              | 5   | 1  | 0  |   |   | 31  | 5   | 0.16 |      |
| Total Getafe | Total Getafe    | 30              | 5   | 1  | 0  |   |   | 31  | 5   | 0.16 |      |
| Cruz Azul · México | 1ª              | A-2017          | 2   | 0  | 3  | 0 | - | -   | 5   | 0    | 0.00 |
| Cruz Azul · México | Total Cruz Azul | Total Cruz Azul | 2   | 0  | 3  | 0 |   |     | 5   | 0    | 0.00 |
| Total carrera | Total carrera   | Total carrera   | 272 | 23 | 13 | 0 | 0 | 0   | 286 | 23   | 0.08 |
| (1) Incluye datos de Copa de la Liga de Inglaterra (2009-13); FA Cup (2009-13). (2) No disputó torneo internacionales. (3) No incluye goles en partidos amistosos. |                 |                 |     |    |    |   |   |     |     |      |      |

## Palmarés

### Campeonatos nacionales
| Título                       | Club                | País       | Año  |
| ---------------------------- | ------------------- | ---------- | ---- |
| Football League Championship | Queens Park Rangers | Inglaterra | 2011 |
| Segunda B                    | Mallorca            | España     | 2018 |